# Фёдоровщина (Псковская область)
Фёдоровщина — деревня в Логозовской волости Псковского района Псковской области России.
Примыкает с юга к волостному центру — Неёлово, с северо-востока — к деревне Задорожье.
| 2001 | 2002 | 2010 | 2012 |
| ---- | ---- | ---- | ---- |
| 137  | ↗156 | ↘132 | ↗144 |